# Мехово (Каменський повіт)
Мехово (пол. Mechowo, нім. Dorphagen) — село в Польщі, у гміні Ґольчево Каменського повіту Західнопоморського воєводства.
Населення — 280 осіб (2011).
У 1975-1998 роках село належало до Щецинського воєводства.

## Демографія
Демографічна структура станом на 31 березня 2011 року:
|          | Загалом | Допрацездатний вік | Працездатний вік | Постпрацездатний вік |
| -------- | ------- | ------------------ | ---------------- | -------------------- |
| Чоловіки | 146     | 37                 | 99               | 10                   |
| Жінки    | 134     | 26                 | 83               | 25                   |
| Разом    | 280     | 63                 | 182              | 35                   |